# Franciszek Drwota
Franciszek Ksawery Drwota (ur. 27 listopada 1890 w Dobroniowcach, zm. 1940 w Charkowie) – major taborów Wojska Polskiego, ofiara zbrodni katyńskiej.

## Życiorys
Franciszek Ksawery Drwota urodził się 27 listopada 1890 roku w Dobroniowcach na Bukowinie, w rodzinie Ferdynanda i Bronisławy Marii z Wimmerów. Miał siedmioro rodzeństwa, w tym pięciu braci: Jana (1884–1959), Antoniego, Stanisława, Adolfa (1880–1936) i Władysława oraz siostry Eugenię i Emilię. 
W czasie I wojny światowej walczył w cesarskiej i królewskiej armii. Był ciężko ranny. Na stopień porucznika został mianowany ze starszeństwem z dniem 1 maja 1917 roku w korpusie oficerów piechoty. W 1917 roku jego oddziałem macierzystym był 58 pułk piechoty.
30 stycznia 1919 roku został przyjęty do Wojska Polskiego z byłej armii austro-węgierskiej, z zatwierdzeniem posiadanego stopnia porucznika ze starszeństwem z dniem 1 maja 1917 roku, i przydzielony z dniem 1 listopada 1918 roku do dywizjonu taborów Nr 2 w Lublinie. W okresie od 15 listopada 1918 roku do 18 stycznia 1919 roku dowodził taborami powiatu puławskiego i Kolumną Taborową Nr 5. W 1921 roku był dowódcą Warsztatów i Składów Taborowych Dowództwa Okręgu Generalnego „Kielce”. Od 15 października 1921 roku był słuchaczem II Kursu Uzupełniającego dla oficerów Wojsk Taborowych. W latach 1921 i 1924–1925 uzyskał bardzo dobrą ocenę ogólną, natomiast w latach 1922–1923 ocenę dobrą. 1 czerwca 1921 roku, w stopniu rotmistrza, pełnił służbę w Dowództwie Okręgu Generalnego „Kielce” w Kielcach, a jego oddziałem macierzystym był wówczas 4 dywizjon taborów. 3 maja 1922 roku został zweryfikowany w stopniu kapitana ze starszeństwem z dniem 1 czerwca 1919 roku i 18. lokatą w korpusie oficerów taborowych. Pełnił wówczas służbę w 10 dywizjonie taborów w Przemyślu. W 1923 roku pełnił służbę w 3 dywizjonie taborów w Sokółce. 26 lipca 1926 roku, w związku z redukcją stanów liczebnych formacji taborowych, został zatwierdzony na stanowisku pełniącego obowiązki dowódcy 3 szwadronu taborów w Sokółce. 17 listopada 1926 roku został przeniesiony na stanowisko pełniącego obowiązki dowódcy 8 szwadronu taborów w Toruniu. 1 kwietnia 1929 roku został przeniesiony macierzyście do kadry oficerów taborowych z równoczesnym przeniesiem służbowym do Szefostwa Intendentury i Taborów Okręgu Korpusu Nr VIII w Toruniu na stanowisko kierownika taborów. W październiku 1930 roku został przeniesiony do 5 dywizjonu taborów w Bochni na stanowisko instruktora. Od 31 stycznia do 27 lipca 1938 roku był zastępcą dowódcy 10 dywizjonu taborów w Radymnie. Na stopień majora został mianowany ze starszeństwem z dniem 19 marca 1938 roku i 1. lokatą w korpusie oficerów taborów. W 1939 roku był szefem taborów w Dowództwie Okręgu Korpusu Nr III w Grodnie.
W czasie kampanii wrześniowej 1939 – po agresji ZSRR na Polskę – w nieznanych okolicznościach dostał się do niewoli sowieckiej. Przebywał w obozie w Starobielsku. Wiosną 1940 został zamordowany przez funkcjonariuszy NKWD w Charkowie i pogrzebany potajemnie w bezimiennej mogile zbiorowej w Piatichatkach, gdzie od 17 czerwca 2000 mieści się oficjalnie Cmentarz Ofiar Totalitaryzmu w Charkowie. Figuruje na Liście Starobielskiej NKWD, pod poz. 1027.

## Upamiętnienie
5 października 2007 minister obrony narodowej Aleksander Szczygło mianował go pośmiertnie na stopień podpułkownika. Awans został ogłoszony 9 listopada 2007 w Warszawie, w trakcie uroczystości „Katyń Pamiętamy – Uczcijmy Pamięć Bohaterów”.

## Ordery i odznaczenia
- Signum Laudis Srebrny Medal Zasługi Wojskowej z mieczami na wstążce Krzyża Zasługi Wojskowej[25]
- Signum Laudis Brązowy Medal Zasługi Wojskowej z mieczami na wstążce Krzyża Zasługi Wojskowej[25]
- Brązowy Medal Waleczności[25]
- Krzyż Wojskowy Karola[25]